# Sheministim

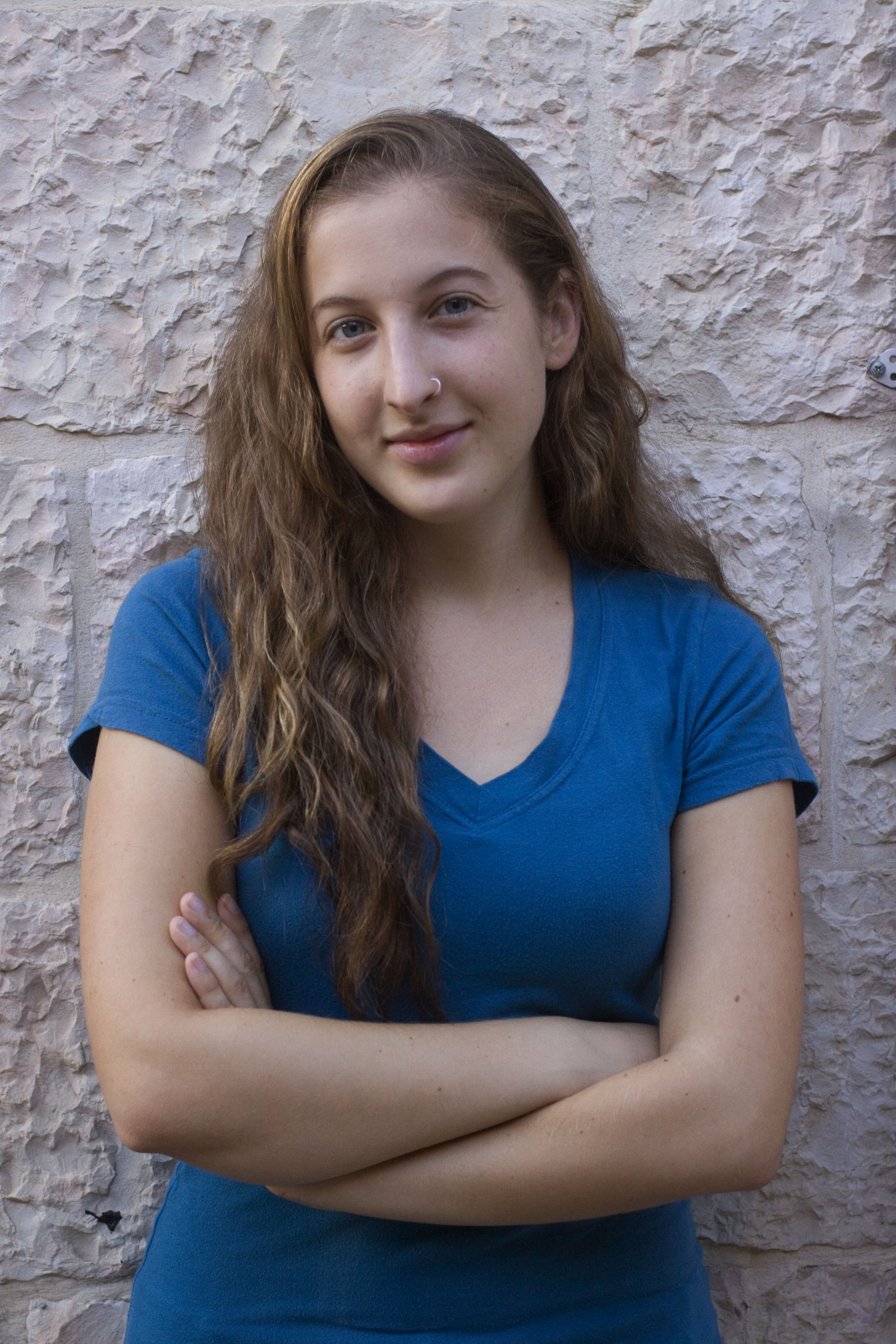
Maya Wind, Sheministit insumisa al ejército.

Los Sheministim (en hebreo: שמיניסטים) son estudiantes israelíes que practican una forma de insumisión o de objeción de conciencia radical al negarse a incorporarse al ejército.
El 28 de abril de 1970, un grupo de estudiantes de secundaria a punto de ser llamados a filas mandaron una carta la primera ministra israelí de entonces, Golda Meir, donde cuestionaban la ocupación de Cisjordania y Gaza, la "Guerra de desgaste" y el fracaso del gobierno a tomar medidas para evitar el conflicto. La prensa los denominó Sheministim, literalmente "los octavos" (clase de octavo = duodécimo grado : último curso de secundaria). El 1987 se formó un nuevo grupo de estudiantes de secundaria con intención de negarse a servir en los Territorios Ocupados y tomaron el nombre de Sheministim por esta práctica de objeción de conciencia (refuznik).
El 2001, una nueva oleada de estudiantes de secundaria se declaró Sheministim hasta llegar ser cerca de 3.000. El estado respondió con repetidas sentencias de prisión como la de la misma Maya Wind, encarcelada el 2008 y absuelta el 2009. Tuvo especial eco el encarcelamiento de Omer Goldman, puesto que su padre era oficial de alto rango del Mossad. Como resultado de una campaña internacional en favor de los Sheministim, en diciembre de 2008 las embajadas israelíes recibieron más de 40.000 cartas reclamando la libertad de los encarcelados.

## La obligación de servir
Los jóvenes y las jóvenes israelíes son llamados a hacer el servicio militar cuando hacen el último curso de bachillerato. Los chicos tienen que cumplir un servicio de 3 años y las chicas de 21 meses. El trabajo de algunas organizaciones pacifistas ha despertado la conciencia de algunos estudiantes que ven el servicio militar como una forma de participar en la maquinaria represiva. La portavoz de los Sheministim y miembro de la organización feminista y antimilitarista New Profile es Maya Wind.

## Filmografía
- Muro de Simone Bitton realizada el 2004. Documental sobre los refuzniks y la construcción del muro.